# Rušenje spomenikov Vladimirja Lenina v Ukrajini
Rušenje spomenikov ruskega revolucionarja Vladimirja Lenina v Ukrajini se je začelo po razpadu Sovjetske zveze leta 1991. Med Evromajdanom je postal zelo razširjen pojav, ki so ga Ukrajinci poimenovali Leninopad (Ленінопад).

## Zgodovina
Ukrajina je prve načrte o rušenju in odstranitvi Leninovih spomenikov pripravila še pred razpadom Sovjetske zveze, leta 1990. Za odstranitev spomenikov se je država odločila zato, da bi se znebila ostankov sovjetske dobe, pa tudi zaradi Leninovih zločinov in njegove totalitarne politike. 
Rušenje Leninovih spomenikov v Ukrajini je potekalo v štirih fazah. V devetdesetih letih dvajsetega stoletja je bilo v Galiciji in Volinu porušenih več kot 2000 Leninovih spomenikov, na prelomu iz leta 1999 na 2000 je bilo na zahodnem in osrednjem območju ukrajinske države odstranjenih več kot 600 Leninovih spomenikov, v letih 2005–2008 je bilo več kot 600 spomenikov porušenih predvsem v osrednjem območju države, v letih 2013–2014 pa je bilo porušenih skupno 552 Leninovih spomenikov.
Prva faza rušenja Leninovih spomenikov se je začela v Zahodni Ukrajini v letih 1990–1991. 1. avgusta 1990 je bil v Červonogradu, prvič v Sovjetski zvezi, porušen prvi Leninov spomenik. Pod velikim pritiskom ljudi je bil spomenik razstavljen, formalno z namenom preselitve drugam. Istega leta so bili odstranjeni tudi Leninovi spomeniki v Ternopilu, Kolomiji, Nadvirni, Borislavu, Drogobiču, Lvovu in drugih galicijskih mestih.
Leta 1991 je imela Ukrajina 5500 obstoječih Leninovih spomenikov. Novembra 2015 je še vedno stalo približno 1300 Leninovih spomenikov. Od februarja 2014 do decembra 2015 je bilo odstranjenih in uničenih več kot 700 Leninovih spomenikov.
Takratni predsednik Ukrajine Petro Porošenko je 15. maja 2015 podpisal zakon, ki je začel šestmesečno obdobje odstranjevanja komunističnih spomenikov (razen spomenikov druge svetovne vojne) in obvezno preimenovanje naselij z imeni, povezanimi s komunizmom. 16. januarja 2017 je ukrajinski inštitut narodnega spomina objavil, da je bilo med dekomunizacijo odstranjenih 1320 Leninovih spomenikov. Dva Leninova kipa v černobilskem izključitvenem območju sta edina dva preostala Leninova spomenika v Ukrajini, ki stojita še danes, saj ju zaradi prevelike stopnje sevanja v tem območju ne morejo odstraniti.
Statistiko padcev Leninovih kipov v Ukrajini spremlja spletna stran »Raining Lenins«.
17. marca 2016 je bil v Zaporožju odstranjen in uničen največji Leninov spomenik na nezasedenem ozemlju Ukrajine, visok 19,8 metra. V času priključitve polotoka Krim s strani Ruske federacije in 28. septembrom 2014 je v Harkovu stal največji Leninov spomenik na nezasedenem ozemlju (20,2 m). Ta kip je bil podrt in uničen 28. septembra 2014.
22. aprila 2017, na Leninov rojstni dan, so aktivisti podrli in uničili njegov spomenik v vasi Kapitanivka v Kirovogradski regiji.

## Termin
Začetek množičnega »Leninovega padca« se je začel z rušenjem Leninovega spomenika v Kijevu na Besarabskem trgu. Dogodek je potekal 8. decembra 2013 okoli 18.00 ure. Še več ljudi, ki so se zbrali pri rušenju spomenika, je po novicah o v boju umrlih evromajdanskih aktivistih začelo uničevati spomenike sovjetske preteklosti. 
Pravzaprav več protestnikov trdi, da »odvzemajo svoja naselja kot simbol totalitarizma, ruske premoči in odpirajo pot novi Ukrajini«, Policija pa zaradi huliganskega in vandalskega dejanja ni sprožala kazenskih postopkov.

## Galerija
- Ležeč Leninov spomenik po zrušitvi
- Zrušen Leninov kip, razbit na manjše kose
- Prazen podstavek po odstranitvi Leninovega spomenika

## Odzivi

### Domači
Odstranitev spomenikov je med ukrajinskim prebivalstvom vzbudila mešane občutke. V nekaterih primerih, na primer v Harkovu v začetku leta 2014, so spomenike zaščitile proruske ukrajinske množice, vključno s člani komunističnih in socialističnih strank, pa tudi veterani druge svetovne vojne in afganistanskih vojn. Leninov kip v Harkovu so porušili 28. septembra 2014. Konec oktobra 2014 je takratni župan mesta Harkova Igor Baluta priznal, da misli, da večina prebivalcev Harkova ni želela odstranitve kipa, vendar je dejal, da »tudi potem ni bilo skoraj nobenega protesta, kar je precej zgovorno«.
Januarja 2015 je ukrajinsko ministrstvo za kulturo objavilo, da bo spodbujalo vse javne pobude, povezane s čiščenjem spomenikov likom komunistične preteklosti v Ukrajini. Po besedah Vjačeslava Kirilenka bo oddelek dal pobudo za odstranitev nepremičnih komunističnih spomenikov Ukrajine in vseh tam omenjenih spomenikov iz državnega registra.
Aprila 2015 je ukrajinski parlament glasoval za osnutek zakona O obsodbi komunističnih in nacionalsocialističnih (nacističnih) totalitarnih režimov v Ukrajini ter prepovedi propagande in simbolov, ki bo lokalne oblasti zavezal k odstranitvi spomenikov komunističnih osebnosti v Ukrajini.

### Mednarodni
Po mnenju nacionalnega odbora Blue Shield bi lahko bili nekateri spomeniki uvrščeni na seznam narodne dediščine, zato pred njihovo razgradnjo potrebno preveriti, ali so bili dejansko navedeni kot takšni.